# James Ward (piłkarz)
James Thomas "Jim" Ward (ur. 28 marca 1865 w Blackburn, zm. 25 sierpnia 1941) – piłkarz angielski, który występował na pozycji obrońcy; jednokrotny reprezentant kraju.

## Kariera

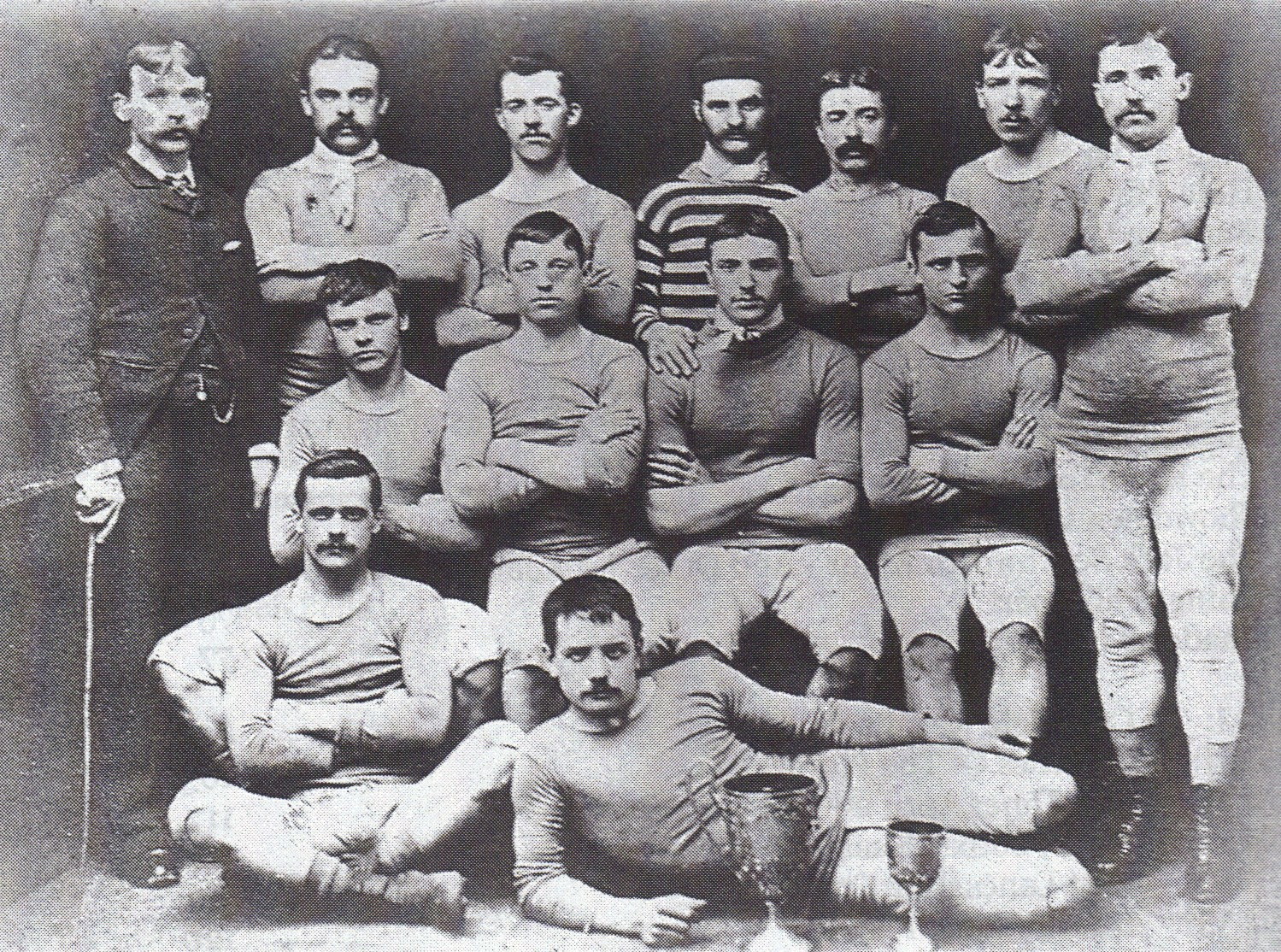
Drużyna Blackburn Olympic w 1882 roku - James Ward w środkowym rzędzie, pierwszy od prawej

Ward, jako junior, grał w różnych zespołach w Blackburn. W 1879 roku dołączył do drużyny Little Harwood z północno-wschodniej części miasta.
Dwa lata później przeszedł do Blackburn Olympic, wspieranego finansowo przez właściciela lokalnej odlewni żeliwa Sida Yatesa i prowadzonego przez byłego reprezentanta kraju Jacka Huntera. Zarówno Ward jak i pozostali piłkarze zespołu, obowiązki sportowe dzielić musieli z pracą. W składzie Olympic na mecz finałowy Pucharu Anglii w 1883 roku byli między innymi dwaj tkacze, hydraulik, właściciel pubu i ślusarz. Ward, który w chwili występu w meczu finałowym miał 18 lat, był operatorem maszyn do produkcji wyrobów włókienniczych.
W 1886 przeszedł do lokalnego rywala Olympic - Blackburn Rovers; po sezonie zakończył piłkarską karierę.

### Reprezentacja Anglii
14 marca 1895, będąc jeszcze piłkarzem Olympic, wystąpił w reprezentacji Anglii w meczu przeciwko Walii. James Ward był jedynym piłkarzem The Light Blues, który wystąpił w narodowej kadrze.
| #  | Data          | Miejsce                    | Mecz           | Wynik | Rozgrywki                 |
| -- | ------------- | -------------------------- | -------------- | ----- | ------------------------- |
| 1. | 14 marca 1895 | Leamington Road, Blackburn | Anglia – Walia | 1:1   | British Home Championship |

## Sukcesy
Blackburn Olympic
- Puchar Anglii zwycięzca: 1882/1883